# António Manuel Moiteiro Ramos

Wappen von António Manuel Moiteiro Ramos

António Manuel Moiteiro Ramos (* 17. Mai 1956 in Aldeia de João Pires) ist ein portugiesischer Geistlicher und römisch-katholischer Bischof von Aveiro.

## Leben
António Manuel Moiteiro Ramos empfing am 4. Juli 1981 die Priesterweihe.
Papst Benedikt XVI. ernannte ihn am 8. Juni 2012 zum Weihbischof in Braga und Titularbischof von Cabarsussi. Der emeritierte Kardinalpräfekt der Kongregation für die Selig- und Heiligsprechungsprozesse, José Saraiva Martins CMF, spendete ihm am 12. August desselben Jahres die Bischofsweihe; Mitkonsekratoren waren Jorge Ferreira da Costa Ortiga, Erzbischof von Braga, und Manuel da Rocha Felício, Bischof von Guarda.
Papst Franziskus ernannte ihn am 4. Juli 2014 zum Bischof von Aveiro.